# Valençay (kaas)
De Valençay is een Franse kaas uit de Berry, een gebied bezuiden de Loirevallei, met name in het departement Indre, plus enkele buurgemeentes in de Cher, de Indre-et-Loire en de Loir-et-Cher. De kaas is een van de 44 Franse kazen met een beschermde oorsprongsbenaming (BOB, in het Frans AOP).
Al in de 19e eeuw werden de kaasjes van Valençay in groten getale gemaakt en vervoerd naar les Halles in Parijs, waar een grote markt daar voor was. De kaas heeft sinds 1998 het AOC-keurmerk, het gebied, de geitenrassen, de bereiding, alles is in de AOC-voorwaarden omschreven.
De methode van het maken van de Valençay is al jaren ongewijzigd. De rauwe geitenmelk wordt aangezuurd met dierlijk stremsel en stremt in 24-36 uur. De wrongel wordt in piramidale vormen gedaan, uit de vorm wordt de kaas gezouten met een mengsel van zout en as. Het rijpingsproces duurt minimaal 11 dagen vanaf het moment van toevoegen van het stremsel.
De kaas heeft een lichte schimmellaag op de buitenkant, dit levert een wat grijsachtige kleur op. De kaasmassa is wit.